# Гипсэлеотрисы
Гипсэлеотрисы (лат. Hypseleotris) — род лучепёрых рыб из семейства элеотровых (Eleotridae). Максимальная длина тела представителей разных видов варьирует от 5 до 12 см. В состав рода включают 16 видов. 

## Распространение и места обитания
Наиболее широко распространены представители H. cyprinoides — от юга Африки до юго-восточной Азии и от Японии до Австралии. Представители H. compressa встречаются в Австралии и Новой Гвинее. Ареал остальных видов ограничен пресноводными водоёмами Австралии. Хотя большинство видов являются чисто пресноводными, личиночное и мальковое развитие у видов с широким ареалом происходит в солоноватой и морской воде.

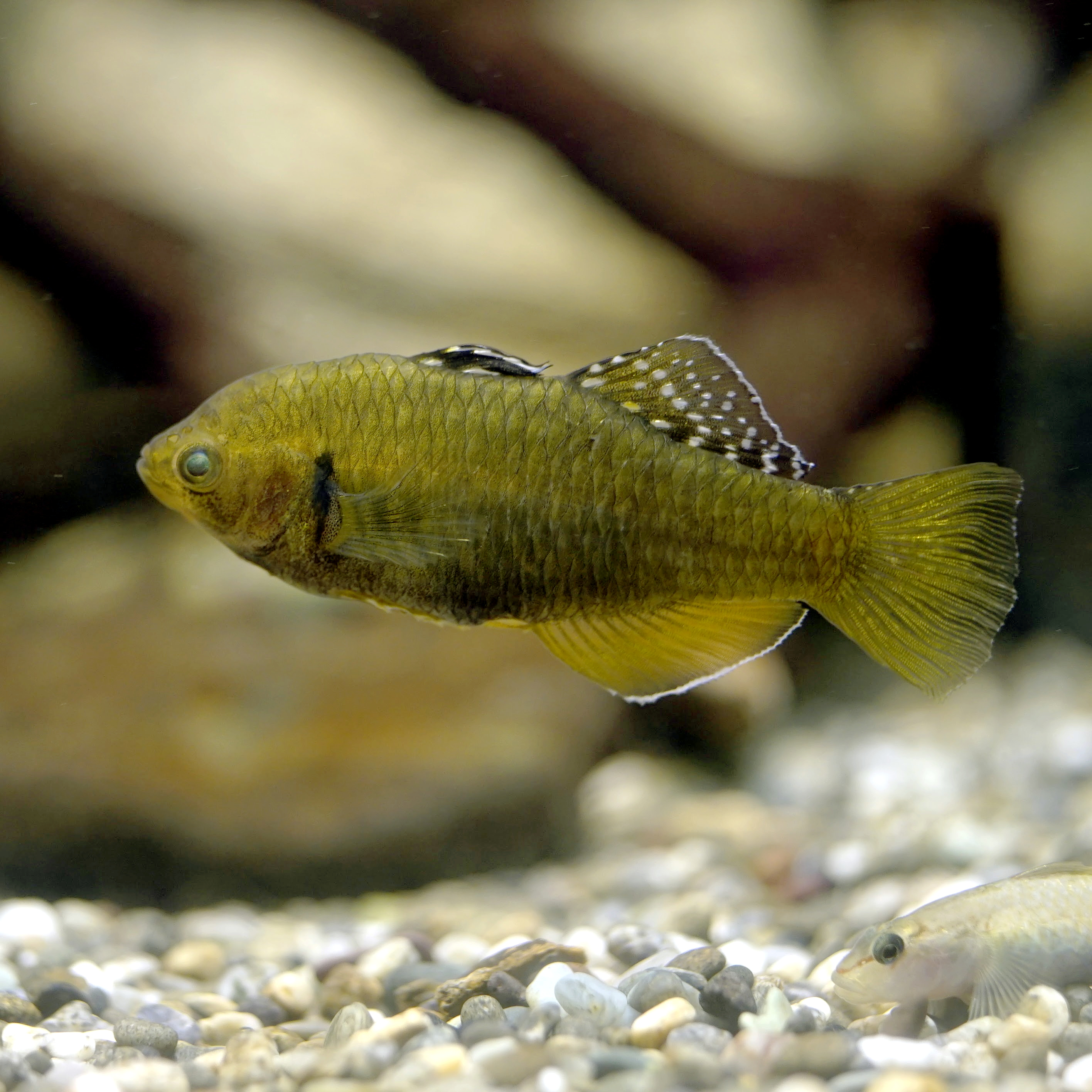
Hypseleotris cyprinoides

## Классификация
В состав рода включают 16 видов:
- Hypseleotris aurea (Shipway, 1950)
- Hypseleotris barrawayi Larson, 2007[3]
- Hypseleotris compressa (Krefft, 1864)
- Hypseleotris compressocephalus (W. Chen, 1985)
- Hypseleotris cyprinoides (Valenciennes, 1837)
- Hypseleotris ejuncida Hoese & G. R. Allen, 1982
- Hypseleotris everetti (Boulenger, 1895)
- Hypseleotris galii (Ogilby, 1898)
- Hypseleotris guentheri (Bleeker, 1875)
- Hypseleotris hotayensis (Đ. Y. Mai, 1978)
- Hypseleotris kimberleyensis Hoese & G. R. Allen, 1982
- Hypseleotris klunzingeri (Ogilby, 1898)
- Hypseleotris leuciscus (Bleeker, 1853)
- Hypseleotris pangel Herre, 1927
- Hypseleotris regalis Hoese & G. R. Allen, 1982
- Hypseleotris tohizonae (Steindachner, 1880)

Систематика нескольких видов в пределах рода Hypseleotris окончательно не устоялась. В базе данных Fishbase к роду относят 16 видов, тогда как, на основании морфологических и молекулярных исследований, ряд авторов считают H. dayi, H. leuciscus, H. tohizonae и H. guentheri не отдельными видами, а синонимами Hypseleotris cyprinoides. Оспаривается также родовая принадлежность H. compressocephalus из Китая, H. everetti и H. hotayensis из северного Вьетнама.
В бассейне рек Муррей и Дарлинг несколько видов представляют собой комплекс видов, включающий таксоны с половым размножением и однополые гибридные линии, размножающиеся посредством гибридогенеза. Однополым рыбам для размножения требуются гаметы от видов с половым размножением, и их можно рассматривать как "сексуальных паразитов", что может привести изолированные популяции к вымиранию.